# Neoturris bigelowi
Neoturris bigelowi är en nässeldjursart som beskrevs av Paul Torben Lassenius Kramp 1959. Neoturris bigelowi ingår i släktet Neoturris och familjen Pandeidae. Inga underarter finns listade i Catalogue of Life.